# Apogonia cephalus
Apogonia cephalus är en skalbaggsart som beskrevs av Heller 1896. Apogonia cephalus ingår i släktet Apogonia och familjen Melolonthidae. Inga underarter finns listade i Catalogue of Life.